# Retów
Retów, także Retowo (lit. Rietavas) – miasto na Litwie, położone w okręgu telszańskim, 25 km od Płungian (rejon).

## Historia
Retów był stolicą jednego z traktów Księstwa Żmudzkiego i razem z okolicznymi dobrami wchodził w skład dóbr stołowych Wielkich Książąt Litewskich. Od końca XVI wieku do początku XVIII wieku dzierżawili je Sapiehowie. Po nich dzierżawcą został Tadeusz Franciszek Ogiński. W 1775 nadano dobra retowskie na własność Ksaweremu Ogińskiemu. W 1812 Retów odkupił ks. Michał Kleofas Ogiński (1765–1833), bratanek Tadeusza, jeden z przywódców powstania kościuszkowskiego, kompozytor i pamiętnikarz z Zalesia koło Smorgoń.
W czasie powstania listopadowego w 1831 roku uruchomiono w majątku produkcję broni i amunicji dla powstańców. Syn Michała Kleofasa, ks. Ireneusz Kleofas Ogiński (1808–1863) osiadł w Retowie na stałe i w 2 połowie XIX wieku wybudował nową rezydencję. W 1859 Ogińscy założyli szkołę rolniczą. Uruchomiono hutę i fabrykę maszyn rolniczych, organizowano wystawy rolnicze. W 1875 założono w Retowie szkołę muzyczną, a w 1883 orkiestrę symfoniczną. W 1892 powstała w Retowie pierwsza na Litwie elektrownia wiatrowa i linia telefoniczna.
Książę Bogdan Michał Ogiński zmarł bezpotomnie w 1909. W tym samym roku spłonął należący do niego pałac. Po 1922 roku władze Republiki Litewskiej upaństwowiły majątek. Po II wojnie światowej był tu ośrodek kołchozu oraz szkoła rolnicza.
Podczas okupacji hitlerowskiej 27 czerwca 1941 roku Niemcy utworzyli getto dla żydowskich mieszkańców. Przebywało w nim około 800 osób. 10 lipca 1941 roku Niemcy zlikwidowali getto, a Żydów wywieziono do obozu Viešvėnai.

## Zabytki
- pałac w stylu włoskim, z wieżą wybudowany przez Ogińskich[3] – obiekt spłonął w 1909, zachowały się zabudowania dworskie oraz wieża elektrowni.
- zespół pałacowy otacza jeden z największych na Litwie parków krajobrazowych (60 ha).
- kościół św. Michała Archanioła – wybudowany w latach 1853–1874 w stylu neoromańskim. Jest to monumentalna trójnawowa bazylika w stylu weneckim. Jeden z największych na Litwie. Budowniczym był architekt króla pruskiego Fryderyk August Stüler według projektu Gąsowskiego. Fundator Ireneusz Ogiński[4].
- kaplica grobowa Ogińskich z XIX wieku z czterema rzeźbami. W kaplicy pochowano ks. Bogdana Michała Ogińskiego (zm. 1909, epitafium na zewnętrznej ścianie kaplicy) oraz jego brata Michała Mikołaja (1849–1902) z Płungian. Obok kaplicy znajduje się żeliwny nagrobek na dawnej mogile ks. Ignacego Ogińskiego (1808–1863), którego szczątki przeniesiono do kościoła w 1873.

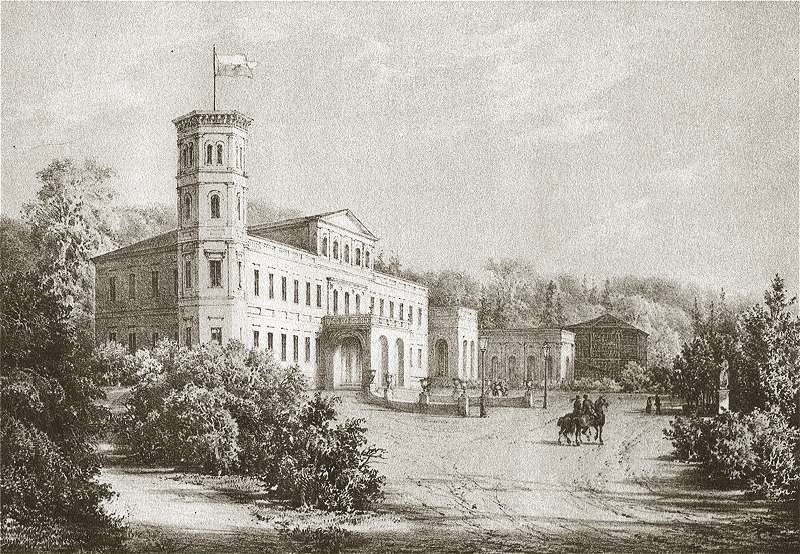
Pałac Ogińskich w Retowie

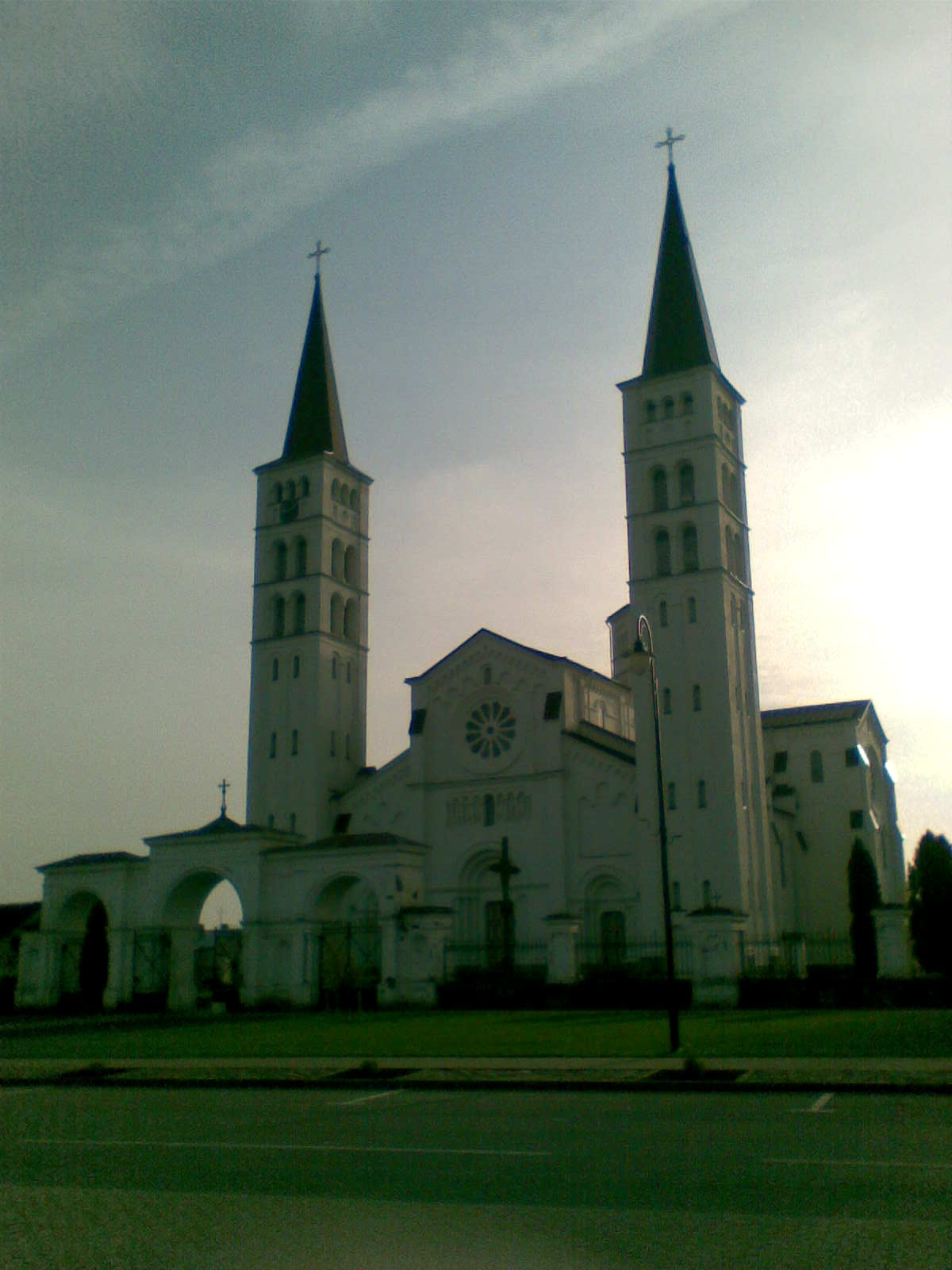
Kościół